# Nelson Estupiñán Bass
Nelson Estupiñán Bass (1912–2002) nasceu em Sua, uma cidade na província equatoriana de Esmeraldas, onde a maioria da população é afrodescendente. Ele foi primeiramente ensinado em casa por sua mãe antes de viajar para a capital Quito onde se formou na Escuela Superior Juan Montalvo com um diploma em contabilidade pública em 1932. Bass se identificou com o Partido Comunista durante esta época e em 1934 teve a oportunidade de publicar dois poemas seus (Canto a la negra quinceañera e Anúteba) no jornal socialista La Tierra.

## Carreira
Em 1943, Bass completou o romance Cuando los guayacanes florecían, um de seus mais famosos projetos literários lido por todo o Equador e América Latina. Foi publicado em 1950 pela Casa de la Cultura Ecuatoriana. O romance expressa a situação preocupante em que os afro-equatorianos se encontravam: sendo usados como peças de tabuleiro na luta entre o Partido Conservador e o Partido Liberal durante a Revolução Liberal de 1895. Bass foi influenciado pelo Pan-Africanismo global e invocava um projeto identificadamente negro estética e politicamente nas suas escritas durante os anos 1940 e 50.
Em 1962, se casou com Luz Argentina Chiriboga, que mais tarde se tornou conhecida por escrever sobre temas negros e feministas. Em 1966 se tornou o primeiro presidente de um museu regional da Casa de la Cultura Ecuatoriana em Esmeraldas, chamado Museu Arqueológico "Carlos Mercado Ortiz".
Bass foi nomeado ao Prêmio Nobel de Literatura em 1998. Enquanto dava uma série de palestras em 2002 na Penn State University contraiu pneumonia e veio a falecer no hospital Hershey Medical Center. É lembrado como um dos escritores negros mais prolíficos do Equador e uma representação da expressão sul-americana da diáspora africana.

## Obras

### Romances
- Cuando los guayacanes florecían (Quito, 1954)
- El paraíso (Quito, 1958)
- El último río (Quito, 1966)
- Senderos brillantes (Quito, 1974)
- Las puertas del verano (Quito, 1978)
- Toque de queda (Guayaquil, 1978)
- Bajo el cielo nublado (Quito, 1981)
- Al norte de Dios (Quito, 1994).

### Poemas
- Canto negro por la luz (Quito, 1956)
- Timarán y cuabú (Quito, 1956)
- Las huellas digitales (Quito, 1971)
- Las tres carabelas (Portoviejo, 1973)
- negra bullanguera  (1980).

### Ensaios e crônicas
- Luces que titilan: guía de la vieja Esmeraldas (Esmeraldas, 1977)
- Viaje alrededor de la poesía negra (Quito, 1982)
- Desde un balcón volado (Quito, 1992)
- El Crepúsculo (1983)
- Los canarios pintaron el aire amarillo (romance) (1993).